# Camillo Tarello

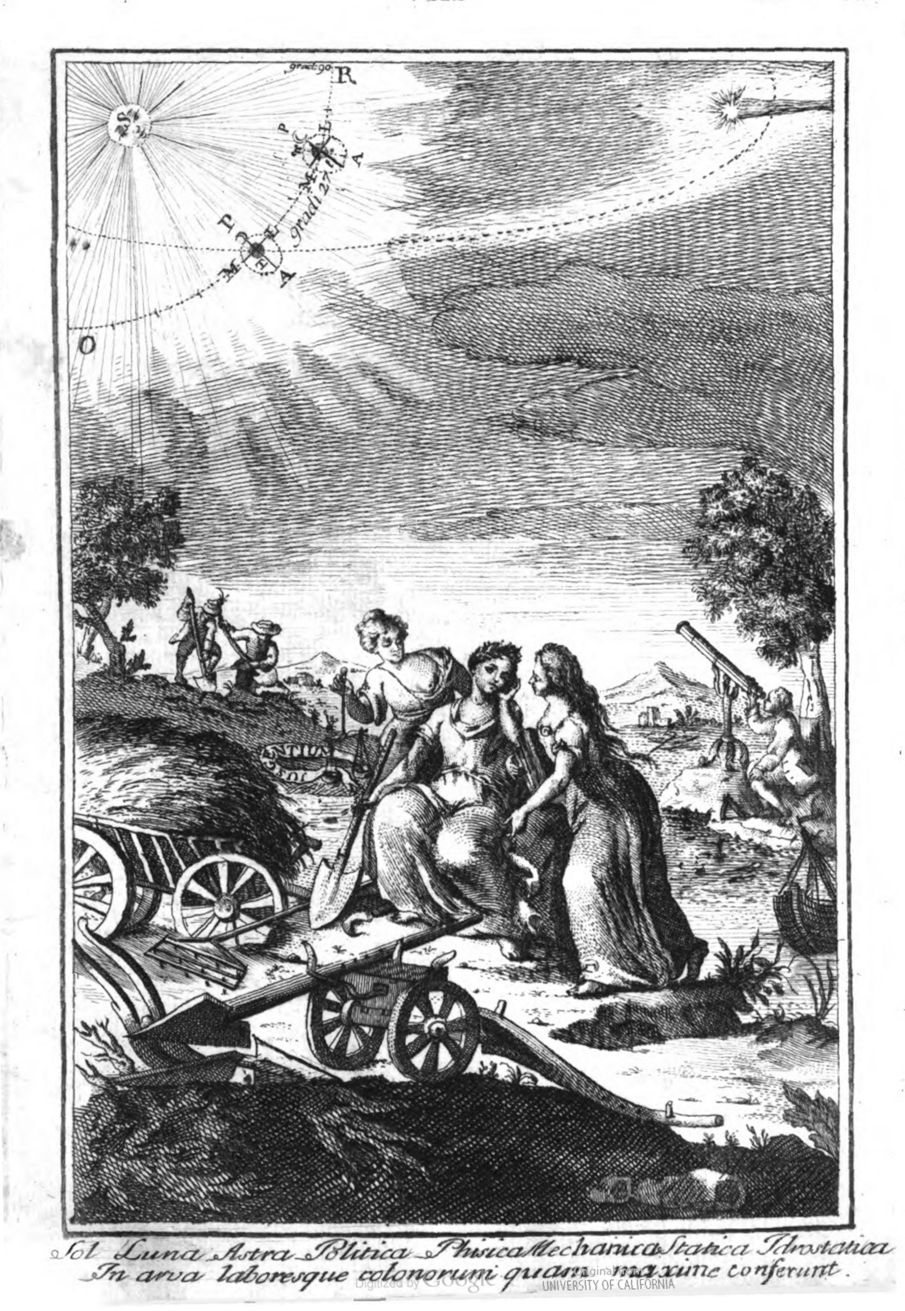
Ricordo d'agricoltura di M. Camillo Tarello da Lonato. 1567

Camillo Tarello (né à Lonato del Garda vers 1513 et mort vers 1572) est un agronome italien.

## Biographie
Camillo Tarello est connu par un ouvrage qu’il fit paraître sous ce titre : Ricordo d’agricoltura, Venise, in-8°, 1567, qui reparut à Mantoue en 1577, 1622 et 1735 ; à Trévise en 1731 ; enfin de nouveau à Venise, 1772, in-4°, avec des notes du P. Gianfrancesco Scottoni. Tarello ajouta aux documents puisés dans les anciens auteurs ce que son expérience lui avait indiqué. C’est ce que démontre principalement la première des deux parties qui composent son ouvrage. Ainsi il prescrit de labourer le champ huit fois avant d’y semer du blé et que ce ne soit que dans le quart de sa propriété. Il veut qu’on le remplace dans le reste par d’autres productions. On voit ici la première indication de la rotation de récolte ou de l’assolement bien ménagé. Tarello cite des exemples pour prouver l’avantage de la multiplication des labours. La seconde partie, sous forme de dictionnaire, concerne encore la culture des champs : là l’auteur rentre dans l’esprit de son siècle, en citant plusieurs pratiques superstitieuses ou peu dignes de foi qu’il emprunte aux auteurs anciens, auxquels il donne trop de confiance. Il revient cependant sur les avantages des fréquents labours. Il conseille de faire macérer le blé, avant de le semer, dans l’urine corrompue et dans l’eau chaux, de le répandre très-clair, de le fouler souvent. Il loue beaucoup la culture de la luzerne, qu’il désigne sous le nom de cresti. Il veut qu’à des époques déterminées on transforme les prairies en champs par le défrichement, pour les ramener ensuite à leur première destination, pratique encore usitée, notamment en Suisse. C’est aussi dans ce pays qu’on a rendu une justice tardive à cet auteur, comme on le voit dans les notes que lui consacra Dav.-Sigismond Gruner, dans la quatrième partie du Recueil d’écrits sur l’agriculture de la société de Berne, commencée en 1761. Cependant on n’approuva pas le conseil qu’il donne de brûler sur place les chaumes et la quatrième partie des prairies. Victor Yvart a fait sentir le mérite de Tarello dans son traité particulier sur les assolements, publié en 1822.